# Renée Eykens
Renée Eykens, född 8 juni 1996, är en friidrottare från Belgien. Hon deltog vid olympiska sommarspelen 2016.